# Telefunken-Hochhaus
Das Telefunken-Hochhaus, Ernst-Reuter-Platz Nr. 7, im Berliner Ortsteil Charlottenburg ist ein Bürogebäude, das unter Denkmalschutz steht.
Das Hochhaus wurde von 1958 bis 1960 errichtet und hat 21 Stockwerke (Erdgeschoss, 20 Obergeschosse und ein Technikgeschoss ganz oben). Die gesamte Geschossfläche beträgt rund 15.000 m². Mit 80 Metern Traufhöhe war es bis zur Fertigstellung des Europa-Centers im Jahr 1965 das höchste Hochhaus Berlins.

## Nutzung
Das Gebäude wurde als Firmenzentrale von der AEG-Tochterfirma Telefunken gebaut. Nach der Fusion beider Unternehmen zur AEG-Telefunken AG wurde es von dieser zunächst weiter genutzt und schließlich 1975 an den Berliner Senat verkauft. Heute ist die Technische Universität Berlin Nutzer des Gebäudes. Neben Fachbereichen und Zentraleinrichtungen der TU Berlin gibt es weitere Untermieter wie das An-Institut Telekom Innovation Laboratories der TU Berlin sowie industrielle Partner, wie etwa die Daimler AG. Auch das Europäische Institut für Innovation und Technologie (EIT ICT) und das Zentrum für Antisemitismusforschung haben ihren Sitz im Gebäude. Das Studierendenwerk Berlin betreibt im 20. Obergeschoss eine öffentlich zugängliche Cafeteria, im Erdgeschoss befindet sich das von TU-Studenten geführte Café Telquel. Es trägt den Namen der französischen Literaturzeitschrift Tel Quel.
Seit April 2024 ist das Gebäude durch einen – vermutlich durch die Löschanlage verursachten – Wasserschaden gesperrt.

## Architektur
Der Stadtplaner Bernhard Hermkes gewann 1955 einen Wettbewerb für die Gestaltung des Ernst-Reuter-Platzes. Durch seinen städtebaulichen Entwurf waren die Abmessungen und Geschosszahlen der Gebäude rund um den Platz vorgegeben. Die Architekten Paul Schwebes und Hans Schoszberger planten daraufhin auf dem Grundstück zwischen der Bismarckstraße und der Otto-Suhr-Allee das für rund zehn Millionen Mark errichtete Hochhaus.

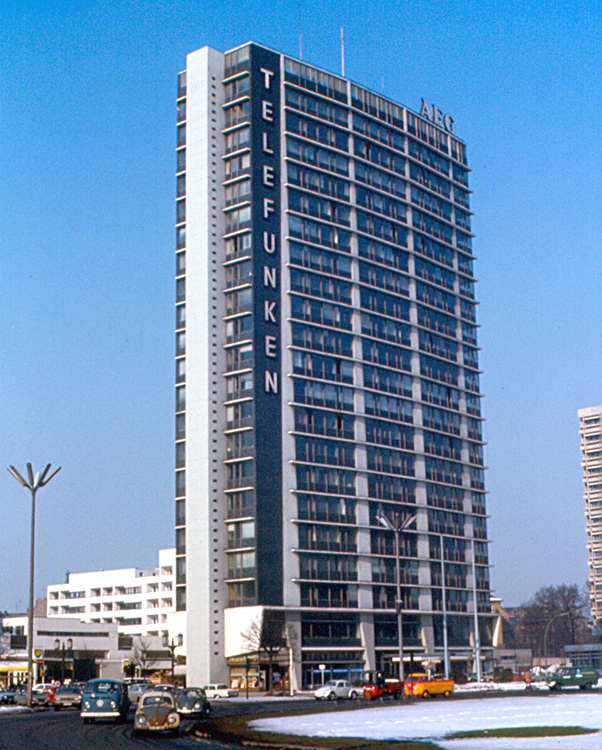
Das Gebäude im März 1970 mit den alten AEG- und Telefunken-Leuchtreklamen

Der Stahlbetonskelettbau hat eine Fassade aus Sichtbeton. Die Aufzugsanlage mit insgesamt fünf Aufzügen befindet sich in der Mitte des Gebäudes, wobei der Lastenaufzug im Laufe des Jahres 2007 zu einem Feuerwehraufzug umgebaut wurde. Die beiden Treppenhäuser sind als schmale Türme außen an die Seiten des Hochhauses angesetzt und werden vor allem als Fluchttreppe genutzt. An Vorder- und Rückfront sind vier vertikal verlaufende und sich nach oben verjüngende Stützen aus Stahlbeton. Zum Ernst-Reuter-Platz hin zieht sich auf dem fensterlosen linken Seitenband von oben nach unten der Schriftzug „TECHNISCHE UNIVERSITÄT“; ebenfalls links ist auf dem Dach aktuell (2015) das Logo der Deutschen Telekom als Leuchtreklame aufgestellt. Früher stand vertikal „TELEFUNKEN“ und auf dem Dach war rechts das Kürzel der Muttergesellschaft AEG zu sehen.
Der Haupteingang liegt zum Platz hin, wo Erdgeschoss und erstes Obergeschoss mit großen, schaufensterartigen Verglasungen versehen sind. Die Fensterreihen werden durch waagerechte vorkragende Gesimse betont. Die Brüstungen sind mit Mosaiken aus grün-schwarzem Glas verkleidet. Auf der Westseite befindet sich ein zum Haus gehörender kleiner Parkplatz mit einem weiteren Eingangsbereich.
In zwei Umbauphasen wurden zwischen 2005 und 2007 mehrere Etagen komplett umgestaltet. Die vorhandene Zellenstruktur der Büros wurde für den damaligen Nutzer Deutsche Telekom Laboratories (heute: Telekom Innovation Laboratories) in eine offene Bürolandschaft mit Desksharing-Arbeitsplätzen umgebaut. Das Konzept wird durch sehr individuell gestaltete Besprechungsräume, Denkerzellen und eine interne Cafeteria für informelle Kommunikation bestimmt. In der zweiten Umbauphase entstand auch eine neue Laboretage im 15. Obergeschoss und ein Konferenzbereich im 20. Obergeschoss. Das innovative Konzept zur Lichtsteuerung wurde im Februar 2007 mit dem internationalen DALI-Preis ausgezeichnet. Des Weiteren erfolgte im gesamten Gebäude die Umsetzung von Brandschutzmaßnahmen, unter anderem durch das Einbringen einer Wassernebel-Löschanlage. Von Juni 2009 bis Mitte 2010 wurde die Westfassade renoviert.